# Johan van Hasseltkanaal

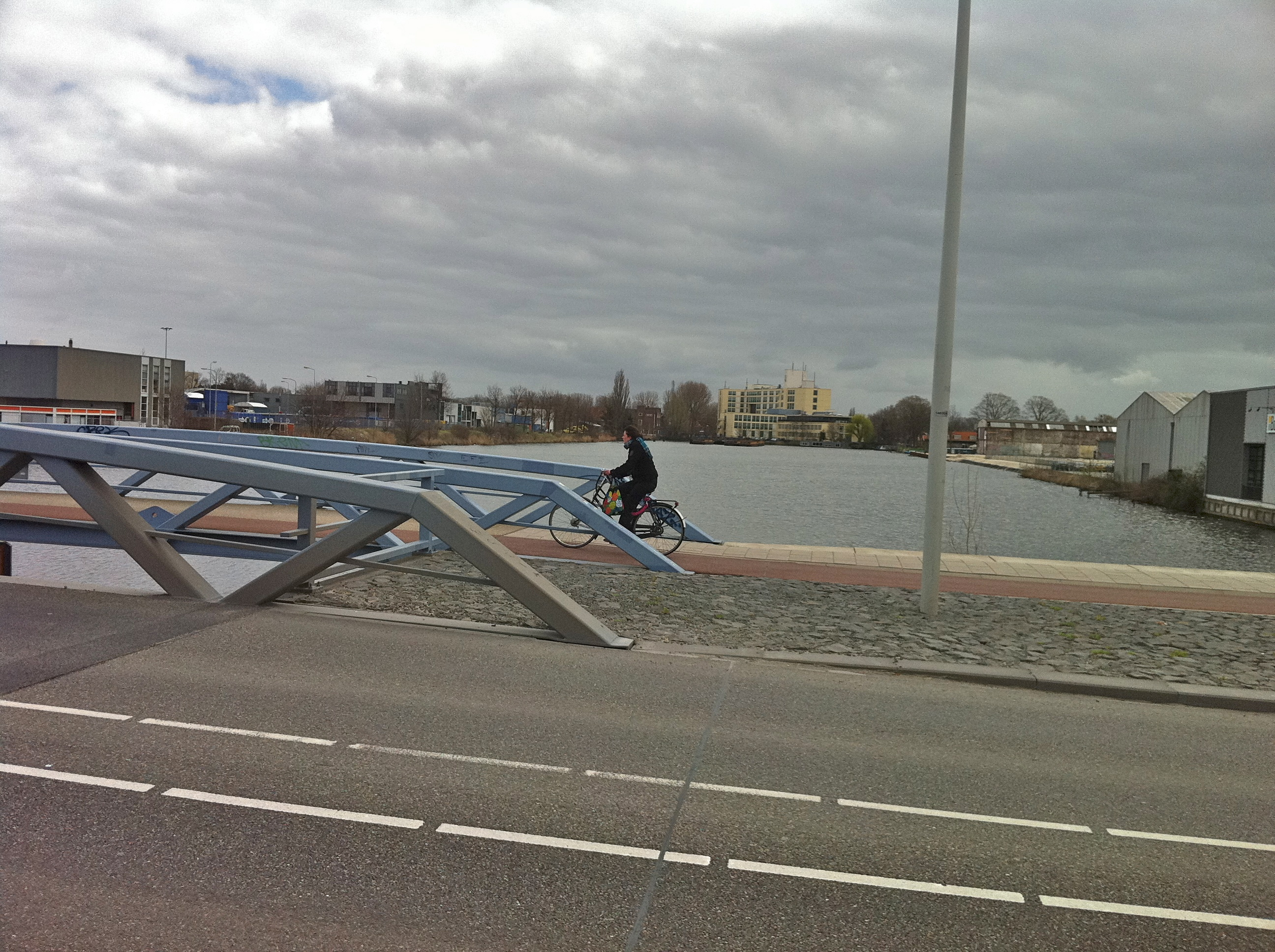
Johan van Hasseltkanaal, gezien vanaf Ridderspoorweg

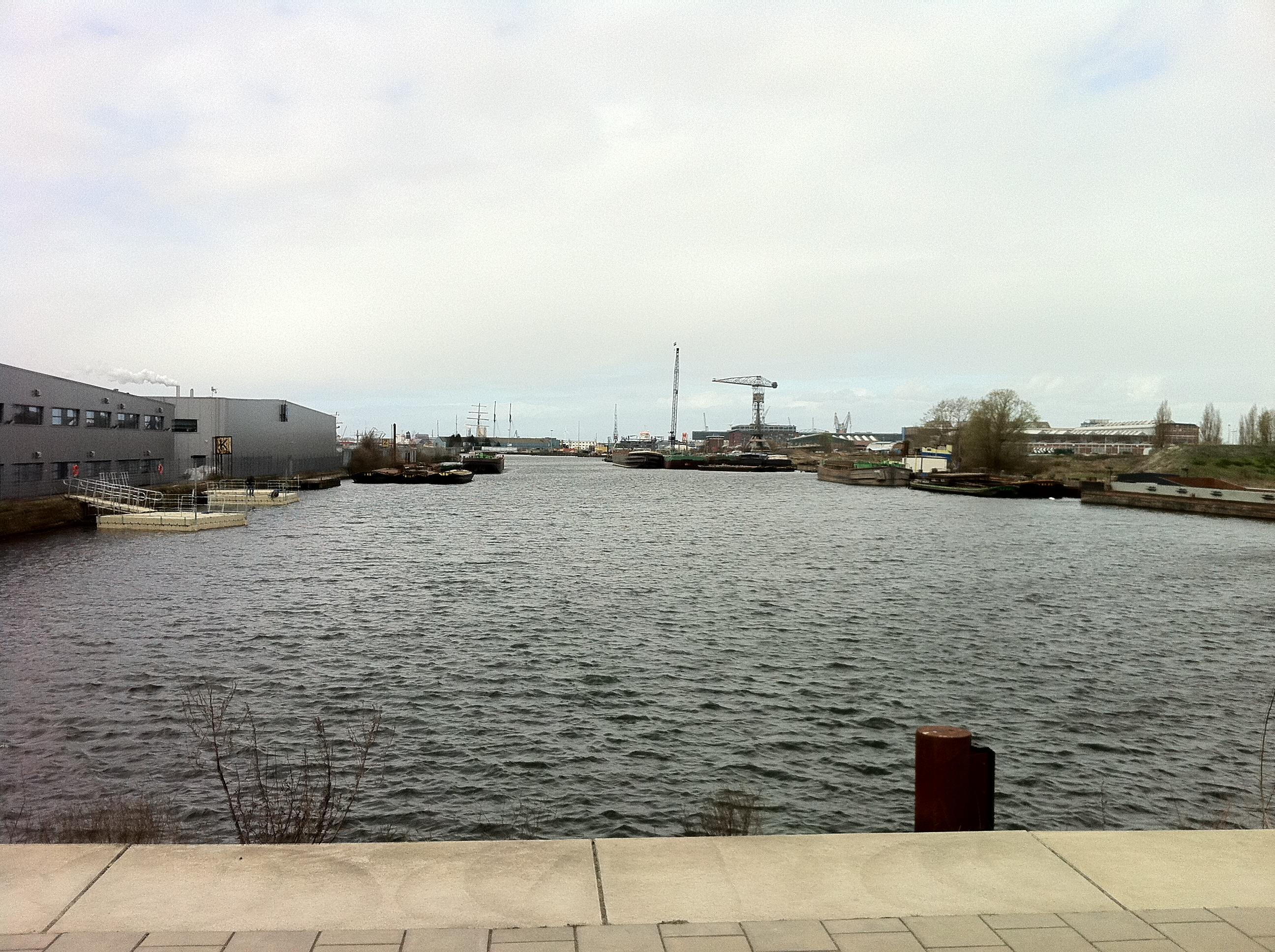
Johan van Hasseltkanaal, gezien in westelijke richting

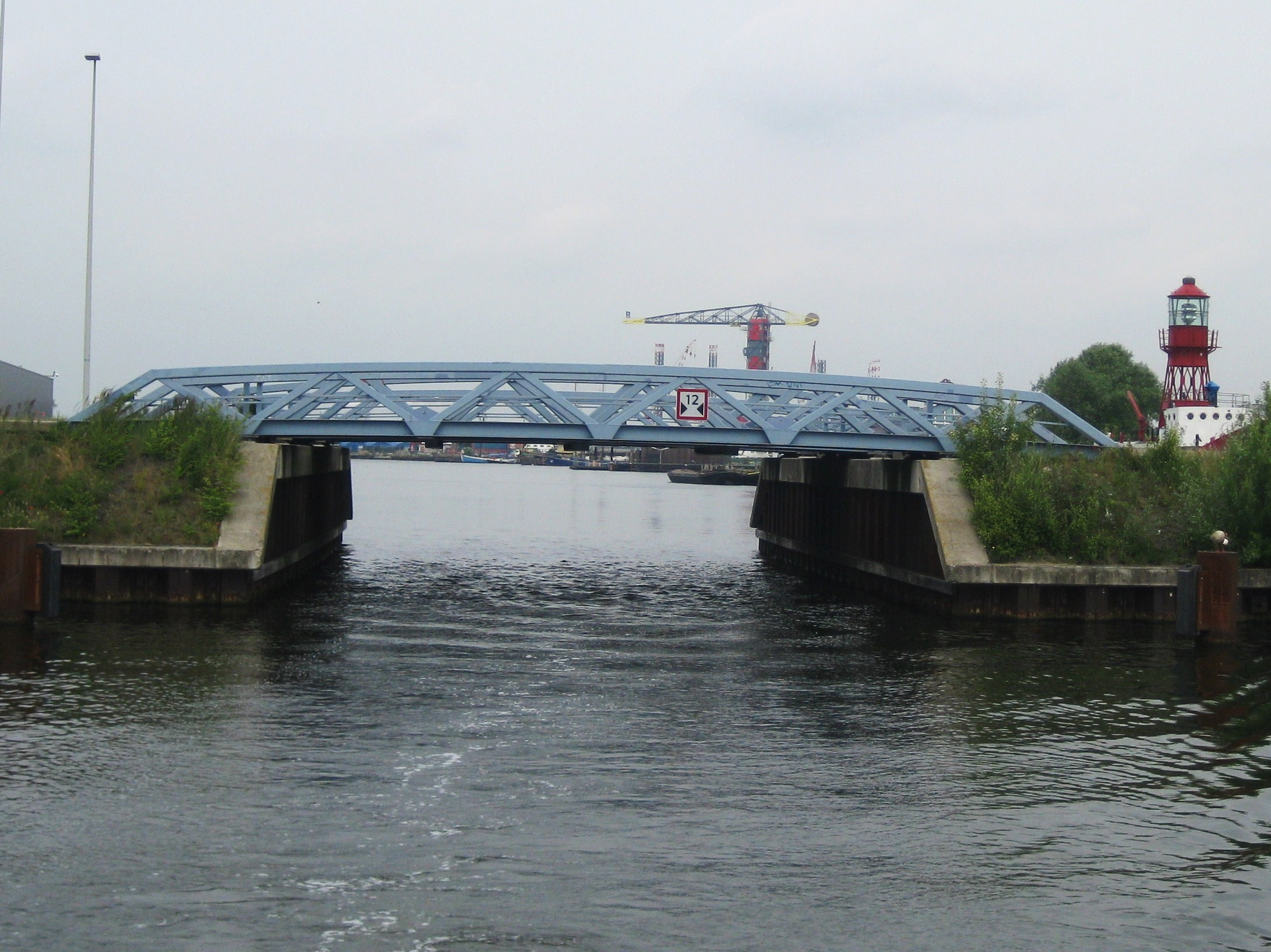
De Ridderspoorbrug vanaf het Johan van Hasseltkanaal

Het Johan van Hasseltkanaal is een nooit voltooid en later gedeeltelijk gedempt kanaal in Amsterdam-Noord. Het is vernoemd naar Johan van Hasselt, een civiel ingenieur die van 1900 tot 1907 directeur was van de gemeentelijke Dienst der Publieke Werken. Hij was degene die het plan voor het verbindingskanaal was gekomen, als onderdeel van een groter plan voor de inrichting van Amsterdam-Noord.

## Hoofdkanaal
In het ontwerp van Van Hasselt voor de ontwikkeling van Amsterdam-Noord was een kanaal dwars door Amsterdam-Noord gepland. Het traject loopt dwars door de Buiksloterham en de Nieuwendammerham, en zou de bocht in het IJ ter hoogte van het Centraal Station afsnijden. Door dit Hoofdkanaal zou een oeververbinding kunnen worden gebouwd over het IJ tussen de binnenstad en Amsterdam-Noord. Daarvoor was wel verplaatsing nodig van de Willem I-sluis in het Noordhollandsch Kanaal bij het IJ, die eigendom was van het Rijk. Rijkswaterstaat zou daarom grotendeels de verplaatsing voor diens rekening moeten nemen. Amsterdam was optimistisch dat het er met het Rijk uit zou komen. Daarom werd vanaf 1908 al een oostelijk en westelijk deel van dit kanaal gegraven. In 1919 zijn deze doodlopende delen, die nooit méér dan de functie van insteekhaven hebben gehad, naar hem vernoemd in Johan van Hasseltkanaal (West) en Johan van Hasseltkanaal (Oost).
In afwachting van een positief besluit van het rijk bleef de strook land op het hele tracé van het nieuwe kanaal onbebouwd. Hier kwam bijvoorbeeld voorlopig een sportpark op het Mosveld, waar voetbalclub De Volewijckers vele sportieve successen behaalde.

## Geen kanaal
Het hele plan voor een kanaal bleek te optimistisch. In Den Haag was er nimmer genoeg steun om het rijk deze hoge kosten te laten dragen, opdat de gemeente Amsterdam kon besparen op een vaste oeververbinding over het IJ. In 1914 leek de gemeente Amsterdam zich daarbij al neer te leggen, door een bestemmingsplan vast te stellen opgesteld door Jan Willem Tellegen, waarin de overgebleven ruimte op het tracé werd bestemd voor parken, speelplaatsen en sportterreinen. Ondertussen werden de zeeschepen en binnenvaartschepen steeds groter, en kwam men medio jaren dertig tot het inzicht dat een kanaal op deze plek veel te smal zou zijn. In het Algemeen Uitbreidingsplan van 1935 was daarom rekening gehouden met een noordelijker tracé voor een groter kanaal. Het oude plan voor een nieuw kanaal verdween in een la, en de gemeente Amsterdam liet de beperkingen varen, die decennialang tegenhielden dat op dit tracé gebouwd zou worden.

## Johan van Hasseltweg
Op het westelijkste deel kwam in 1966 het Ziekenhuis Amsterdam-Noord (later opgegaan in het BovenIJ Ziekenhuis). Na de aanleg van de IJtunnel kwam op het middelste deel van het traject in 1968 de Johan van Hasseltweg te lopen, die het Mosveld doorsneed. In de jaren 90 is het Johan van Hasseltkanaal (Oost) grotendeels gedempt voor de uitbreiding en betere ontsluiting van het bedrijventerrein. Daarmee werd de bestaande Johan van Hasseltweg verlengd.

## Westelijk deel
Het westelijke deel zou in het kader van de herontwikkeling van het gebied (waar zich o.a. het terrein Overhoeks bevindt) worden overbrugd met onder meer een brug naar een ontwerp van Benthem Crouwel Architekten, maar bezuinigingen op het project hebben geleid tot een flinke versobering van de uiteindelijk aangelegde brug in de nieuwe Ridderspoorweg. De brug werd in 2009 opengesteld. De brug heeft geen beweegbaar gedeelte, maar het middendeel kan eruit getakeld worden ten behoeve van onder meer het transport van woonboten.